# Festival international du film écologique de Bourges
Pour les articles homonymes, voir FIFE.
Le Festival international du film écologique de Bourges (FIFE) est un festival cinématographique et audiovisuel ayant eu lieu à Bourges de 2005 à 2013. Consacré aux films qui sensibilisent aux sujets et enjeux de l'écologie, ce festival programme à la fois fictions, documentaires et reportages. Compétitif, le festival décerne plusieurs prix dont la plus importante est l'Arbre d'or.
Il est supprimé en mai 2014 principalement pour des raisons budgétaires à l'initiative de Pascal Blanc, maire de Bourges.

## Palmarès

### 2005
- Arbre d'or : Lendemains perdus (Losing Tomorrow) de Patrick Rouxel
- Meilleur film de fiction : Mona Lisier de Clode Hingant
- Meilleur film documentaire : Lendemains perdus de Patrick Rouxel
- Prix des lycéens : Du recueil au relâcher de Geneviève Bianchi

### 2006
- Arbre d'or : Bon appétit Monsieur Soleil de Boris Claret
- Meilleur film de fiction : Bonsoir Monsieur Chu de Stéphanie Lansaque et François Leroy
- Meilleur film documentaire (ex æquo) : Bon appétit Monsieur Soleil de Boris Claret et Défi pour la Terre de Jean-Albert Lièvre
- Meilleur film de reportage (ex æquo) : Le retour du nucléaire de Jeannita Richard et Montmélian ville solaire de Corinne Lalo
- Prix des lycéens : Biodiversité, sans nature pas de futur de Jean-Albert Lièvre

### 2007
- Arbre d'or : Les Pirates du vivant de Marie-Monique Robin
- Meilleur film de fiction : Faces de Holger Ernst
- Meilleur film de reportage (ex æquo) : Les Pirates du vivant de Marie-Monique Robin et Après nous le déluge de David Martin
- Prix Ushuaïa TV : Faces de Holger Ernst et Les Pirates du vivant de Marie-Monique Robin
- Prix des lycéens : Citoyens de la Terre de Jean-Albert Lièvre

### 2008
- Arbre d'or : Demain, un monde sans glace - Le nouvel eldorado de Thierry Piantanida et Frédéric Lossignol
- Meilleur film de fiction : Inéluctable de François Luciani
- Meilleur film documentaire : Demain, un monde sans glace - Le nouvel eldorado de Thierry Piantanida et Frédéric Lossignol
- Meilleur film de reportage : Pour quelques barils de plus de Patrice Lorton
- Prix Ushuaïa TV : Mâles en péril de Sylvie Gilman et Thierry de Lestrade
- Prix des lycéens : Mâles en péril de Sylvie Gilman et Thierry de Lestrade

### 2009
- Arbre d'or : Vers un crash alimentaire de Yves Billy et Richard Prost
- Meilleur film de fiction : Green de Patrick Rouxel
- Meilleur film documentaire : Vers un crash alimentaire de Yves Billy et Richard Prost
- Meilleur film de reportage : Un œil sur la planète -  Australie : le pays de la soif ? de Nicolas Châteauneuf et Jean-Marie Lequertier
- Prix Ushuaïa TV : Green de Patrick Rouxel
- Prix des lycéens : Nous resterons sur Terre de Pierre Barougier et Olivier Bourgeois

### 2010
- Arbre d'or : Tchernobyl, une histoire naturelle ? de Luc Riolon
- Meilleur film de fiction : Ciel aveugle (Kuma No Kami) de Aki Yamamoto
- Meilleur film documentaire : Tchernobyl, une histoire naturelle ? de Luc Riolon
- Meilleur film de reportage : Le Cimetière digital de Sébastien Mesquida et Yann Le Gléau
- Prix Ushuaïa TV : Vendée sauvage, Kroll le fils du vent de Philippe Garguil
- Prix des lycéens : Le Cimetière digital de Sébastien Mesquida et Yann Le Gléau

### 2011
- Arbre d'or : Nigéria : l'éternelle marée noire de Sébastien Mesquida et Yann Le Gléau
- Meilleur film de fiction : Bonobos d'Alain Tixier
- Meilleur film documentaire : Global Steak d'Anthony Orliange
- Meilleur film de reportage : Nigéria : l'éternelle marée noire de Sébastien Mesquida et Yann Le Gléau
- Prix Ushuaïa TV : Bonobos d'Alain Tixier
- Prix des lycéens : Du poison dans l'eau du robinet de Sophie Le Gall

### 2012
- Arbre d'or : Hazaribag, cuir toxique d'Elise Darblay et Eric de Lavarene
- Meilleur documentaire : Hazaribag, cuir toxique d'Elise Darblay et Eric de Lavarene
- Meilleur reportage : Méditerranée, une soupe de plastique de Sophie Le Gall
- Meilleure fiction : Révolution de Nadia Jandeau
- Prix des lycéens : La mort est dans le pré d'Éric Guéret

- Prix Ushuaïa TV : Chine - Les enfants perdus de la pollution  de Sébastien Mesquida et Daniel Bastard

### 2013[3]
- Arbre d'or : Jungle d'eau douce - La vie secrète des gravières de Serge Dumont, Frank Nischk, Sarah Zierul et Thomas Weidenbach
- Meilleur documentaire : Jungle d'eau douce - La vie secrète des gravières de Serge Dumont, Frank Nischk, Sarah Zierul et Thomas Weidenbach
- Meilleur documentaire (ex æquo) : Des abeilles et des hommes de Markus Imhoof
- Meilleure fiction : Les Bêtes du sud sauvage de Benh Zeitlin
- Meilleur reportage : Les dessous de la mondialisation : les crevettes de la discorde de Nicolas Grimard
- Prix Ushuaïa : Les moissons du futur de Marie-Monique Robin
- Prix des lycéens : Le scandale du gaspillage alimentaire de Marie-Pierre Raimbault